# Colpodium

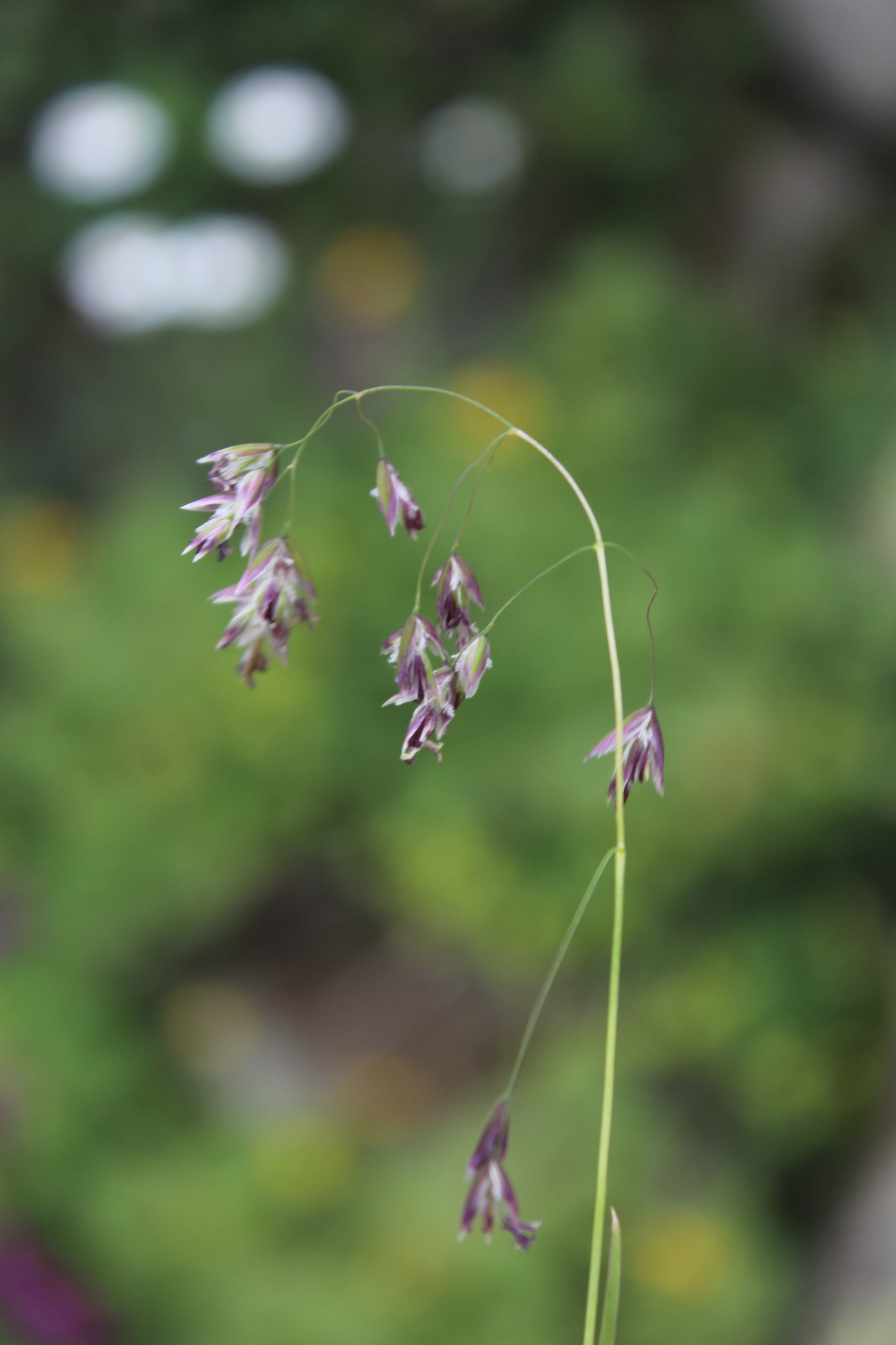
Colpodium ponticum

Colpodium (synoniem: Catabrosella) is een geslacht uit de grassenfamilie (Poaceae). De soorten van dit geslacht komen voor in Afrika en Azië.